# José Maruri de la Cuba
José Maruri de la Cuba fue un abogado y político peruano. 
Nació en Huancayo. Su padre fue Mariano Maruri, coronel del regimiento de infantería del Cusco, de la Orden de Santiago, que sería aprisionado en el Perú tras la derrota de la rebelión de Túpac Amaru II y trasladado a España. Fue liberado en 1787 con la expresa prohibición de volver al Perú. Como sacerdote, fue cura de Asillo, en la provincia de Azangaro durante la rebelión y uno de los principales opositores a esta.
En septiembre de 1824, tras la llegada al Cusco de batallones de los ejércitos libertadores rumbo a la batalla de Ayacucho. Tras la victoria, el 26 de diciembre ingresó a la ciudad el nuevo prefecto del Cusco Agustín Gamarra quien fue recibido entre honores en la ciudad. Luego de ello, Gamarra estableció la conformación de la primera municipalidad republicana del Cusco. Este municipio estuvo conformado por Pablo Astete y Juan Tomás Moscoso como alcaldes, Vicente Peralta, Miguel Coraza, Pedro Astete, Diego Calvo, Francisco Artajona, Agustín Cosío y Alzamora, Francisco Pacheco, Ramón Dianderas, Pablo de la Mar y Tapia, Juan Egidio Garmendia, Felipe Loaiza, Manuel Orihuela, Isidro Echegaray, Francisco Tejada y Luis Arteaga como regidores, y Toribio de la Torre y José Maruri de la Cuba como síndicos procuradores.
Fue Presidente de la Corte Suprema de Justicia de la República del Perú entre 1841 y 1842 y Senador de la República del Perú entre 1845 y 1852. Adicionalmente, en 1839, tuvo el cargo de Ministro Plenipotenciario del Perú en Ecuador.